# 庭瀬城

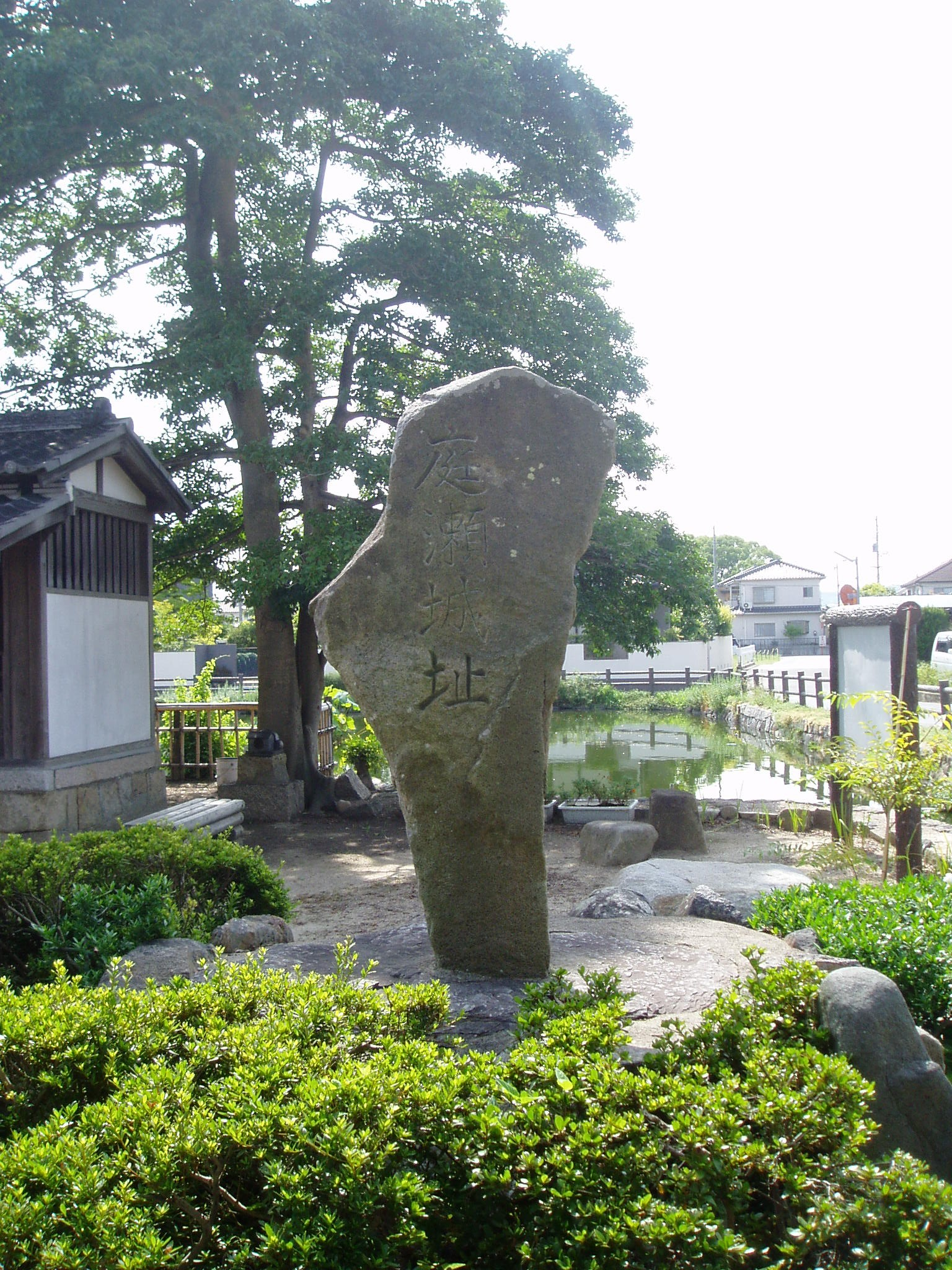
庭瀬城跡の碑

庭瀬城（にわせじょう）は、岡山県岡山市北区にあった日本の城。戦国時代に築城されたが、江戸時代初頭に廃城となり、同地の二之丸に庭瀬藩庁を設け、庭瀬陣屋（にわせじんや）となった。別名芝場城（しばのじょう）。現在でも庭瀬地区には堀が張り巡らされており、城下町の名残りが色濃く残っている。

## 歴史

### 戦国時代
備中国の三村元親が、備前国の宇喜多氏の侵攻に備える為に築かせたと伝えられている。
天正10年（1582年） 羽柴秀吉の備中高松城水攻めの際に、毛利方の国境防備の城「境目七城」の一つとなり、城主の井上就正と桂景信が800余人を率い守備する。この際、位置的に孤立した場所にあったため、吉川元春、小早川隆景に早々に撤退するように下命されていたが、就正はその命令に背き、秀吉軍との間で激戦が交わされた。就正の軍勢は秀吉に敗れ、宇喜多氏の領有となり、しばらくの間無城主となる。
当時の庭瀬城の縄割りは現在の撫川城まで有ったと伝えられており、かなりの規模であった事が想像できる。

### 江戸時代
慶長6年（1602年）、宇喜多氏の重臣であった戸川達安が入城、庭瀬藩を立藩し、城を改修。城を廃して二の丸に藩庁を設置し、庭瀬陣屋として整備。そして陣屋と鴨方往来周辺に陣屋町を造成した。
延宝7年（1679年）、4代目藩主戸川安風が僅か9歳で早世し戸川氏は断絶、改易となった。その後20年間は倉敷代官所と藩主が支配するようになる。
4年後の天和3年（1683年）、下総国関宿藩より久世重之が5万石で入封し、再び庭瀬城跡に陣屋を構えた。3年後の貞享3年（1686年）、重之は丹波国亀山藩に移封となった。7年の後、元禄6年（1693年）に大和国興留藩より松平信通が3万石で入封した。4年後の元禄10年（1697年）に信通は出羽国上山藩に移封となった。
この間の空領の期間は天領とされ、倉敷代官所の預かりとなった。
元禄12年（1699年）、板倉重高が2万石で入封し、以降は板倉氏が江戸時代の終わりまで約170年間支配した。
寛政5年（1793年）、板倉勝喜は城内に板倉氏中興の祖重昌、重矩父子を祭る清山神社を建て、社内に歴代の遺品を収蔵した。

### 明治時代
立成寺に表門が移築された。

## 近隣施設
- 撫川城
- 犬養木堂記念館、生家

## アクセス
- JR西日本 山陽本線庭瀬駅